# Gemini (álbum de Les Spann)
Gemini es el primero y único álbum de estudio que se editó como líder del guitarrista y flautista de jazz Norteamericano Les Spann, en la época en la que formaba parte del quinteto de Dizzy Gillespie y de la big band de Quincy Jones. El título del álbum corresponde al signo del zodiaco de Spann, nacido el 23 de mayo de 1932. Para este trabajo Spann lideraba un quinteto formado por Julius Watkins (trompa), Tommy Flanagan (piano), Sam Jones (contrabajo) y con dos bateristas según la sesión de estudio, Albert "Tootie" Heath y Louis Hayes.
Los ocho temas del álbum se grabaron en 1960 en dos sesiones de estudio, en las cuales Spann demostró sus habilidades interpretativas con los dos instrumentos: la flauta en la del 8 de diciembre, con Tootie Heath a la batería y la guitarra en la del 16 de diciembre con Louis Hayes a la batería.
En 1961 Jazzland Records, una subsidiaria de Riverside Records, publicó la primera edición en vinilo y en 2001 el sello discográfico Original Jazz Classics la versión en CD que fue remasterizada en los estudios de Fantasy Records

## Recepción y críticas
Alex Henderson de Allmusic lamenta que este músico no dejara más grabaciones como líder y considera que "Gemini sigue siendo una excelente cita con el hard bop" donde "Spann da el cien por cien en las dos sesiones" y lo describe como "bluesero y expresivo en los temas a la guitarra e igualmente impresionante, melancólico y lírico en sus interpretaciones a la flauta," mientras que Marc Myers, historiador y periodista colaborador de  The Wall Street Journal considera que el productor del álbum , Orrin Keepnews, tuvo un gran instinto musical para grabarlo en 1960: "Escuchándolo hoy, todo el álbum está magníficamente construido por Spann, y el sonido fusionado de guitarra, flauta y trompa es rico, reflexivo y melifluo."
Para Richard Cook y Brian Morton en su Guía Penguin de Jazz "el contraste en los estilos de guitarra y flauta del líder se utilizan con bastante eficacia", destacando el trabajo de la sección rítmica, aunque critican que en la mezcla de grabación final la guitarra suene poco y escondida.

## Lista de temas
| n.º | Título                       | Compositor/es             | Duración |
| --- | ---------------------------- | ------------------------- | -------- |
| 1.  | "Smile                       | Donald Heywood            | 6:10     |
| 2.  | "Con Alma"                   | Dizzie Gillespie          | 3:33     |
| 3.  | "Q'S Dues Blues"             | Les Spann                 | 6:11     |
| 4.  | "It Might As Well Be Spring" | Rodgers - Hammerstein     | 4:41     |
| 5.  | "Stockholm Sweetnin'"        | Quincy Jones              | 5:31     |
| 6.  | "Blues For Gemini"           | Julius Watkins            | 4:51     |
| 7.  | "Afterthought"               | Les Spann                 | 5:04     |
| 8.  | "(There Is) No Greater Love" | Isham Jones - Marty Symes | 4:46     |

## Portada
La portada del álbum es de Ken Deardoff, diseñador de Riverside Records y la imagen principal es una fotografía de Lawrence N. Shustak, en blanco y negro, donde puede verse a Les Spann con una flauta travesera y un cigarrillo encendido junto a una guitarra Guild modelo Stuart A-500.

## Créditos
- Les Spann – flauta (temas 1, 4, 6 y 7), guitarra (temas 2, 3, 5 y 8)
- Julius Watkins – trompa
- Tommy Flanagan – piano
- Sam Jones – contrabajo
- Albert "Tootie" Heath – batería (temas 1, 4, 6 y 7)
- Louis Hayes – batería (temas 2, 3, 5 y 8)